# Fort Oranje (Sint Eustatius)

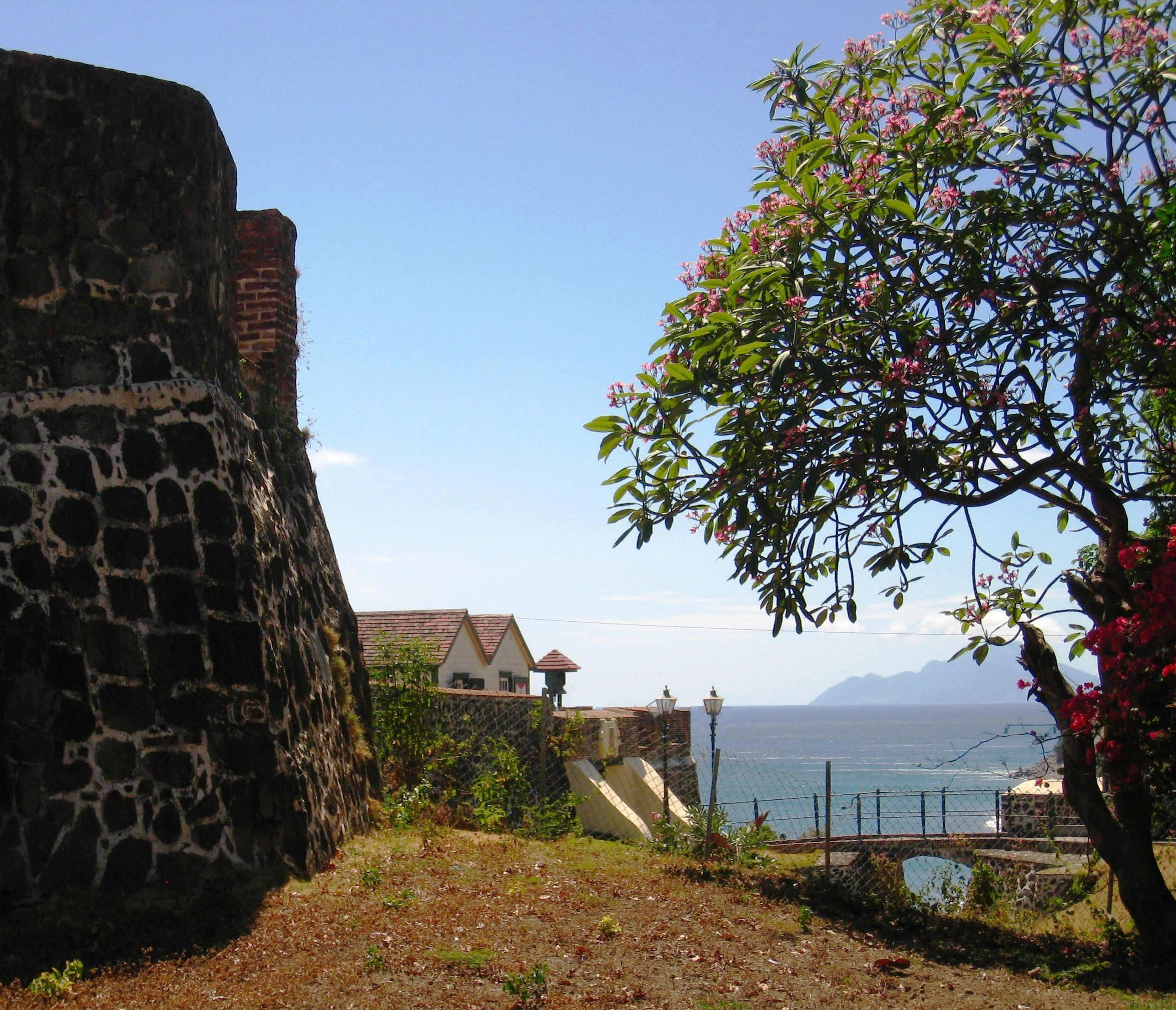
De muren van fort Oranje met op de achtergrond het eiland Saba

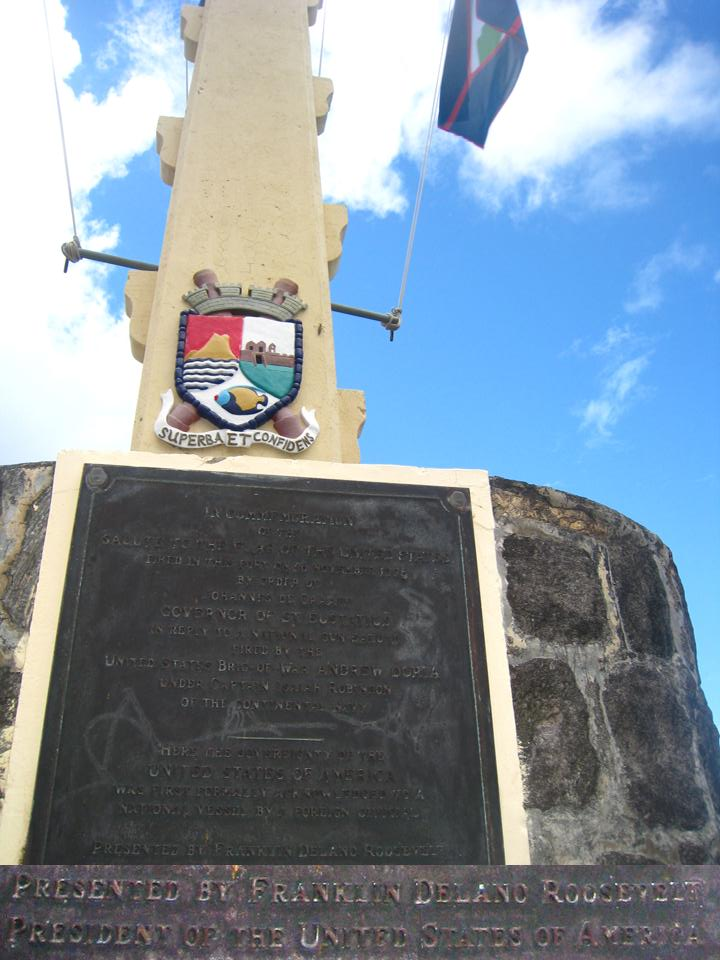
De plaquette die door de Amerikaanse President F.D. Roosevelt aan het eiland werd aangeboden in erkenning van de 'First Salute.'

Fort Oranje is een fort met binnenplaats en drie bastions (oorspronkelijk vier), gebouwd op de rotswand van Oranjestad, de hoofdplaats van het eiland Sint Eustatius in Caribisch Nederland.
Het is het belangrijkste en het best geconserveerde van de zestien nog overgebleven verdedigingswerken op het eiland. De overige zijn: Bourbon Battery, de batterijen Amsterdam (of Waterfort), Rotterdam, Royal en Jussac, Fort Panga en de batterijen Tumbledowndick (of Tommelendijk), Concordia, St. Louis, Corre Corre, De Windt, Nassau, Dolijn en Bouillé plus de resten van de onafgemaakte vluchtburg op de berg Gilboa. Het bouwwerk was bedoeld als verdediging tegen zowel zeerovers als vijandelijke mogendheden.

## Geschiedenis
Fransen van het naburige eiland St. Kitts schijnen in 1629 op St. Eustatius een fortje te hebben gebouwd. Het werd na en paar jaar weer verlaten. In 1636 namen Zeeuwen met een commissie van de Nederlandse West-Indische Compagnie het toen onbezette eiland in bezit. De Nederlanders bouwden op dezelfde plek als waar het Franse fortje lag het huidige Fort Oranje.
Het fort viel, net als het eiland, meerdere malen in handen van Frankrijk en Engeland.
Het was vanaf dit fort dat op 16 november 1776 de beroemde First Salute werd afgevuurd waaraan Pulitzer Prijs winnares Barbara Tuchman haar laatste boek wijdde. De Nederlandse gouverneur Johannes de Graaff liet de kanonnen van het fort een saluut brengen aan de nieuwe Vlag van de Verenigde Staten, de Grand Union, van de dertien opstandige Noord-Amerikaanse koloniën die zich zojuist onafhankelijk hadden verklaard van hun Britse moederland. De Amerikanen interpreteerden het onmiddellijk als de eerste erkenning door een buitenlandse mogendheid van hun onafhankelijkheid en De Graaff werd als held geëerd. Het was een van de aanleidingen voor de Vierde Engelse Oorlog (1780-1784).
De Amerikaanse president Franklin Delano Roosevelt bood in 1939 ter erkenning van dit feit een plaquette aan die tegen de vlaggenmast op het fortplein een plaats kreeg.
Tot 1846 diende Fort Oranje als garnizoen voor legerinfanterie en -artillerie. Na leeg te hebben gestaan werd de vesting opgeknapt en ingericht als bestuurscentrum ter huisvesting van het gezaghebberskantoor, overheidsdiensten en de gevangenis. Na gedeeltelijke brandverwoesting in 1990 werd het fort eindjaren negentig hersteld. Sedertdien houdt hier kantoor het parket van de officier van justitie/reclassering, de dienst planning en het toeristenbureau.